# 영은
영은(본명: 임영은, 1995년 5월 5일~)은 대한민국의 가수다. 2015년 싱글 《그리고 인사해》로 데뷔했다.

## 학력
- 호원대학교 실용음악 학사

## 방송
- K팝 스타 3 (2013)
- 포커스 : Folk Us (2020) - Top41(17위)

## 음반
- 그리고 인사해 (2015)
- 날씨가 좋으면 찾아가겠어요 OST Part.7 (2020)
- 날씨가 좋으면 찾아가겠어요 OST (2020)
- 연애혁명 OST Part.5 (2020)
- 보쌈-운명을 훔치다 OST Part.5 (2021)
- HIGH (2021)
- Falling (2021)

## 수상
- 제8회 경향신문 콩쿠르 보컬부문 대상

## CF
- 네스카페 수프리모 - 소중한 당신을 위해 (2020)